# Bassia scoparia
Espèce
Classification phylogénétique
Bassia scoparia (synonyme : Kochia scoparia) est une espèce de plantes dicotylédones de la famille des Amaranthaceae, originaire d'Eurasie.
C'est une plante herbacée ou un arbrisseau annuel pouvant atteindre 2,5 m de haut. Fréquemment cultivée comme plante ornementale, Bassia scoparia  est devenue une mauvaise herbe infestant les cultures dans certains pays (notamment en Australie).

## Noms vernaculaires
Ansérine à balais, bassia à balais, kochia à balais, kochie.

## Distribution et habitat
Native d'Eurasie, cette espèce a été introduite dans de nombreuses régions d'Amérique du Nord.
On peut la trouver dans les prairies et dans les déserts et brousses xériques américains où elle possède de nombreux noms comme mexican fireweed. Cette plante peut pousser sous à peu près n'importe quel climat, au début du printemps.
Elle est considérée comme invasive en Suisse, elle pourrait poser des problèmes en Valais notamment et concurrencer la végétation indigène dans les steppes rocheuses,.

## Biologie
Les graines de Bassia scoparia sont dispersées par le vent et l'eau. L'intégralité de la  plante peut se détacher et rouler au gré du vent (voir virevoltant). La graine en elle-même ne survit pas dans la banque de graines du sol mais germe ou meurt dans un délai d'environ un an.
Bassia scoparia fixe le carbone par une photosynthèse de type C4, et plus spécifiquement du type NADP-ME,.

## Utilisation
Bassia scoparia peut être utilisée dans l'alimentation humaine, la médecine traditionnelle, comme fourrage ou encore pour le contrôle de l'érosion.

### Alimentation humaine
Le tonburi est une garniture de la cuisine japonaise faite à partir de graines de Bassia scoparia.

### Fourrage
La plante peut être utile comme fourrage pour le bétail, car elle pousse dans des environnements secs. Cependant, son utilisation reste limitée en raison de sa toxicité lorsqu'elle est consommée en grande quantité par le bétail. Ce dernier peut en effet parfois subir une perte de poids ou de la photosensibilité lorsqu'il consomme la plante en trop grande quantité. Lorsque la plante est la seule alimentation possible, elle peut rendre la viande de bœuf toxique pour l'homme.

### Autre

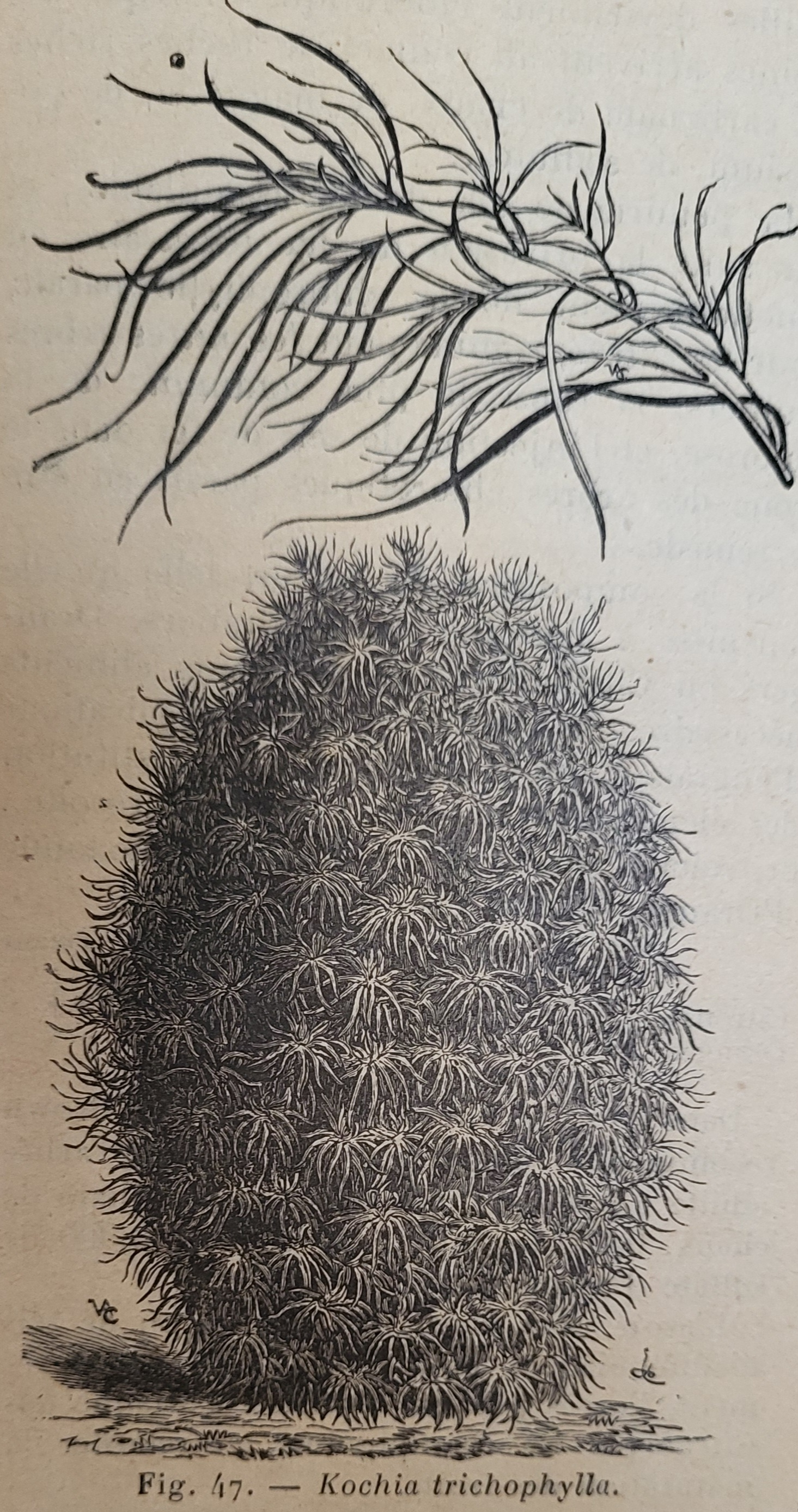
Illustration dans la Revue horticole, cultié pour son beau feuillage

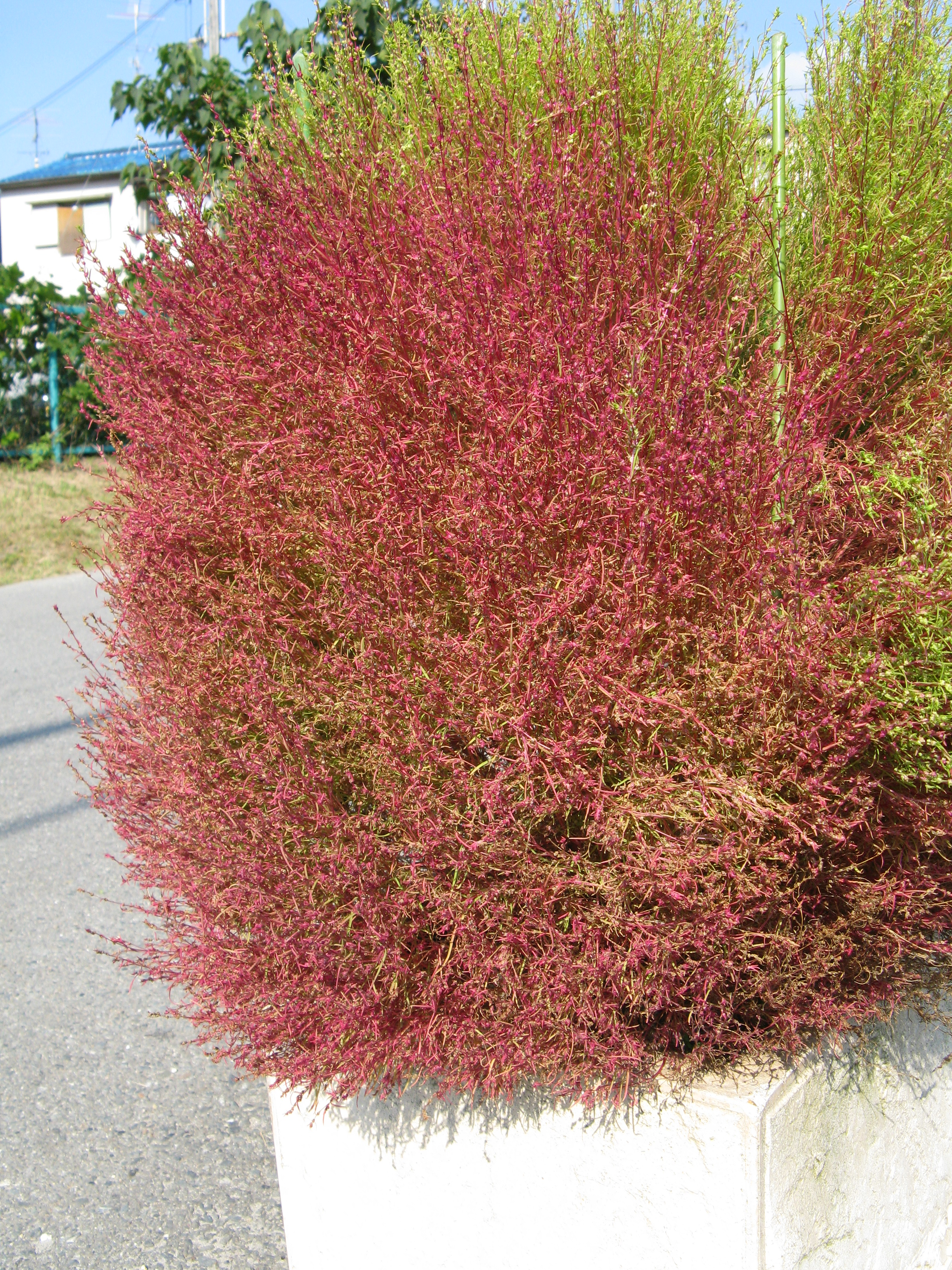
Utilisation décorative

Bassia scoparia peut être plantée comme ornement ou pour éviter l'érosion des sols.
C'est aussi une plante hyperaccumulatrice en chrome, plomb, mercure, sélénium, argent, zinc,, et uranium, et peut donc être utilisée pour la phytoextraction.

## Taxinomie
Découverte en 1753 par Carl Linnaeus, qui l'a appelée Chenopodium scoparium, cette espèce fut placée en 1809 dans le genre Kochia par Heinrich Schrader, puis, en 1978, dans le genre Bassia par A. J. Scott. De récentes études phylogénétiques ont confirmé que Kochia doit être incluse dans Bassia.

### Synonymes
Selon Catalogue of Life (28 février 2016) :
- Bassia sicorica (O. Bolòs & Masclans) Greuter & Burdet,
- Chenopodium scoparia L.,
- Kochia scoparia (L.) Schrad.,
- Kochia scoparia subsp. '(Voss) O. Bolòs & Vigo,
- Kochia scoparia var. culta Voss,
- Kochia scoparia var. trichophylla (Voss) L. H. Bailey,
- Kochia sicorica O. Bolòs & Masclans ,
- Kochia sieversiana (Pall.) C. A. Mey.,
- Kochia trichophylla Voss,
- Salsola scoparia (L.) M. Bieb.,
- Suaeda sieversiana Pall.

### Liste des sous-espèces et variétés
Selon Catalogue of Life (28 février 2016) :  

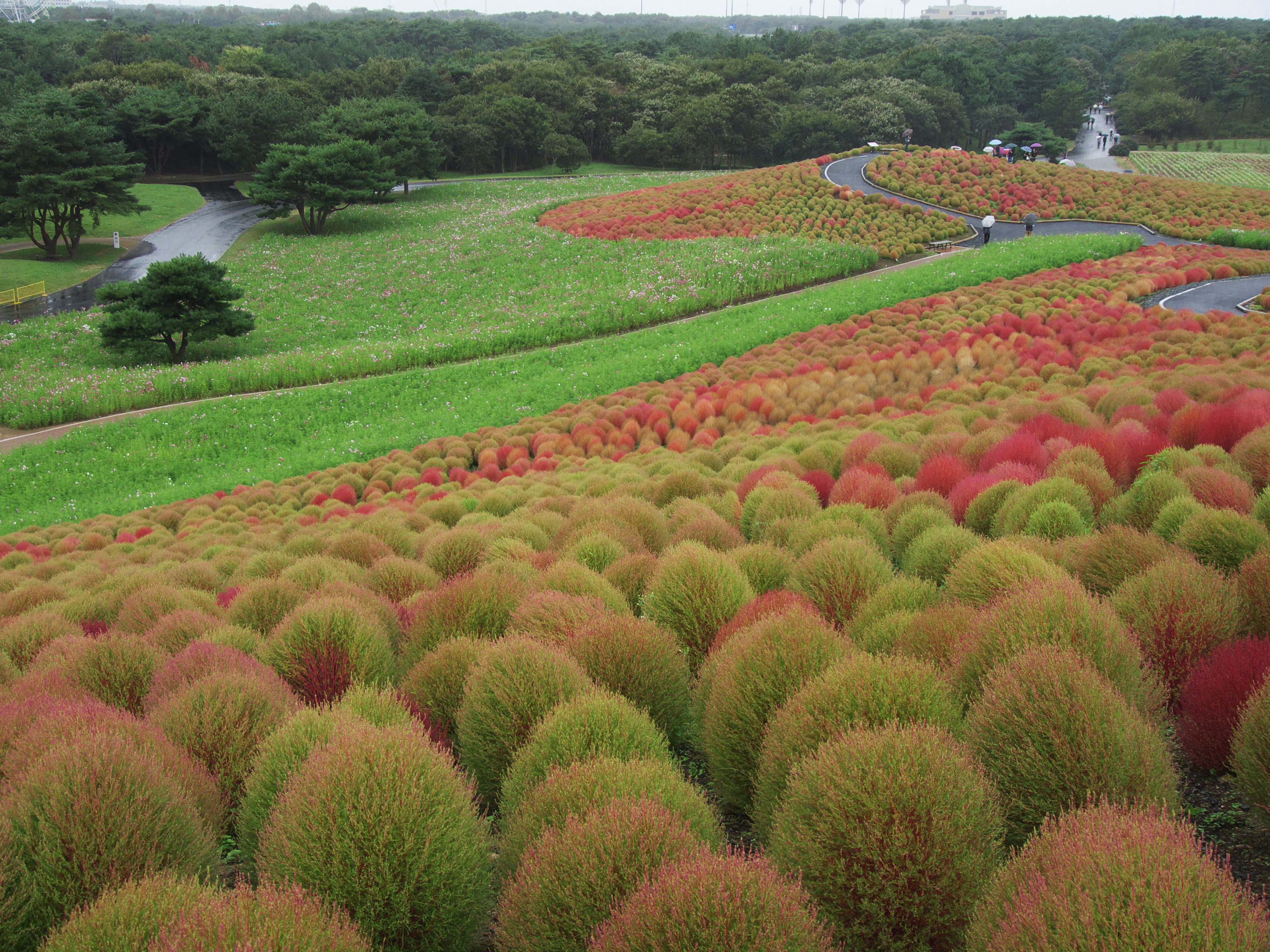
Plantation de massifs de Bassia scoparia au Hitachi Seaside Park (Japon) en automne.

- sous-espèce Bassia scoparia subsp. densiflora (Turcz. ex Aellen) Cirujano & Velayos
- sous-espèce Bassia scoparia subsp. scoparia

Selon Tropicos (28 février 2016) (Attention liste brute contenant possiblement des synonymes) :  
- sous-espèce Bassia scoparia subsp. culta (Voss) J.R. Nebot, A De la Torre, G. Mateo & F. Alcaraz
- sous-espèce Bassia scoparia subsp. densiflora (Turcz. ex Aellen) Cirujano & Velayos
- variété Bassia scoparia var. culta Voss
- variété Bassia scoparia var. subvillosa Lambinon
- variété Bassia scoparia var. trichophylla S.L. Welsh